# Mochlozetes flatus
Mochlozetes flatus är en kvalsterart som beskrevs av Grandjean 1930. Mochlozetes flatus ingår i släktet Mochlozetes och familjen Mochlozetidae. Inga underarter finns listade i Catalogue of Life.